# Kosakowszczyzna
Kosakowszczyzna – dawna wieś. Tereny na których leżał znajdują się obecnie na Białorusi, w obwodzie witebskim, w rejonie głębockim, w sielsowiecie Obrub.
Dawniej używana nazwa – Strockie.

## Historia
W czasach zaborów wieś w powiecie dzisieńskim, w guberni wileńskiej Imperium Rosyjskiego.
W latach 1921–1945 wieś leżała w Polsce, w województwie wileńskim, w powiecie dziśnieńskim, w gminie Głębokie.
Według Powszechnego Spisu Ludności z 1921 roku zamieszkiwało tu 66 osób, 12 było wyznania rzymskokatolickiego a 54 prawosławnego. Jednocześnie 17 mieszkańców zadeklarowało polską przynależność narodową a 49 białoruską. Było tu 12 budynków mieszkalnych. W 1931 w 17 domach zamieszkiwało 91 osób.
Wierni należeli do parafii rzymskokatolickiej i prawosławnej w Głębokiem. Miejscowość podlegała pod Sąd Grodzki w Głębokiem i Okręgowy w Wilnie; właściwy urząd pocztowy mieścił się w Głębokiem.